# Shikaft-e Gulgul
Shikaft-e Gulgul (ou grotte de Gulgul) est un site rupestre assyrien situé dans les environs de Gulgul, village à proximité du mont Pusht-e Kuh, au Luristan, en Iran. Il consiste en un relief sculpté dans la roche, datant du VIIe siècle av. J.-C., et attribué à Assarhaddon.

## Description du relief
Le souverain est coiffé d'une tiare assyrienne, vêtu d'une tunique ne laissant que les pieds apparaître, et porte des boucles d'oreille. Il est armé d'une épée portée à la ceinture, et d'une massue tenue de la main gauche. Le bras droit est dégradé, et semble porter à la bouche un objet. De part et d'autre du roi, sont représentés des symboles divins. Ils consistent à gauche en une lune pleine, sept planètes, et un disque solaire symbolisant Ishtar. À la droite, un disque ailé, et une tiare à corne sont identifiés comme des symboles de Shamash et d'Assur. Une inscription dégradée est également visible.